# Nucifraga
Nucifraga (nøddekrigeslægten) er en slægt af spurvefugle, der er udbredt med tre arter i Europa, Asien og Nordamerika.

## Arter
De tre arter i slægten Nucifraga:
- Nøddekrige (Nucifraga caryocatactes)
- Amerikansk nøddekrige (Nucifraga columbiana)
- Himalayanøddekrige (Nucifraga multipunctata)